# رشته‌کوه سلیمان
رشته‌کوه سلیمان یا کوه سلیمان (پشتو: د كسې غرونه ، د سلیمان غرونه، بلوچی:کوهِ سليمان) نام دو رشته‌کوه است در جنوب شرقی افغانستان و غرب پاکستان، انتهای شرقی فلات ایران را تشکیل می‌دهد. دو رشته کوه، یکی شرقی و دیگری غربی و هر دو از شمال به جنوب کشیده شده. دامنهٔ کوه‌های سلیمان مسکن پشتون‌ها است.
این رشته‌کوه برآمدگی تا لبه شرقی فلات ایران و لبه شمال شرقی فلات بلوچستان را تشکیل دهند. آنها در مناطق زابل، قندهار و لویه پکتیا افغانستان قرار دارند و در پاکستان در بخش شمالی ایالت بلوچستان و برخی از مناطق جنوب غربی خیبر پختونخوا و پنجاب گسترش یافته‌اند. در همسایگی رشته‌کوه سلیمان از شمال، ارتفاعات خشک هندوکش مرکزی قرار دارد که ارتفاع آن تا ۳۳۸۳ متر (۱۱۰۹۹ فوت) از سطح دریا می‌رسد و در شرق دشت‌های دره رود سند قرار دارد. این رشته‌کوه همراه با کوه‌های کرثار در جنوب پاکستان، استانی را تشکیل می‌دهند که به نام استان زمین‌شناسی سلیمان - کیرتار شناخته می‌شود.
شناخته‌شده‌ترین قله رشته‌کوه سلیمان، تخت سلیمان با ارتفاع ۳۴۸۷ متر (۱۱۴۴۰فوت) است، موقعیت آن در نزدیکی دیره اسماعیل‌خان در پاکستان، نزدیک به مرز وزیرستان جنوبی و ناحیه ژوب در استان بلوچستان کشور همسایه است. با این حال، بلندترین قله زرغون غر با ارتفاع ۳۵۷۸ متر (۱۱۷۳۹ فوت) در نزدیکی کویته پاکستان است. بلندترین قله بعدی در استان بلوچستان، تپه خلیفه با ارتفاع ۳۴۷۵ متر (۱۱۴۰۱ فوت) است که در ناحیه زیارت پاکستان واقع شده است و به جنگل ارس زیارت، جایی که درختان ماکروپودای ارس در آن رشد می‌کنند، مشهور است.

## جغرافیا
لبه شرقی رشته‌کوه سلیمان ۲۸۰ مایل (۴۵۰ کیلومتر) از گذرگاه گومل در استان خیبر پختونخوا پاکستان تا نزدیک شهر جیکب‌آباد در ایالت سند امتداد دارد، و بیشتر به سمت جنوب غربی پنجاب امتداد می‌یابد.
در افغانستان، لبه غربی رشته کوه سلیمان از ولایت شمالی لویه پکتیا شروع می‌شود، جایی که آنها به رشته کوه بابا، در جنوب به رشته کوه سفیدکوه در شمال شرقی گردیز در ولایت پکتیا می‌رسند، اما به سمت غرب، رشته کوه به تدریج در قندهار در جنوب‌غربی به هلمند و حوضه سیستان کاهش می‌یابد.
رشته کوه سلیمان و فلات‌های مرتفع در غرب آن به شکل‌گیری یک مانع طبیعی در برابر بادهای مرطوبی که از اقیانوس هند می‌وزند کمک می‌کند و شرایط خشکی را در جنوب و مرکز افغانستان به سمت غرب و شمال ایجاد می‌کند. در مقابل، دلتای نسبتاً مسطح و کم ارتفاع سند در شرق و جنوب سلیمان واقع شده است.